# Carrasquillo (Buenos Aires, Morropón)
Carrasquillo es un pueblo peruano ubicado en el distrito de Buenos Aires, perteneciente a la provincia de Morropón del departamento de Piura, al norte del Perú. 

## Ubicación
Carrasquillo se ubica al norte de la provincia de Morropón, en el distrito de Buenos Aires, en el departamento de Piura.

## Demografía
En 2017 Carrasquillo tenía una población de 1558 habitantes.
| Gráfica de evolución demográfica de Carrasquillo entre 1993 y 2017 |
|                                                                    |
| Fuentes: Población 1993 y 2017                                     |